# Gran Parma Rugby 2002-2003

## Super 10 2002-03

### Stagione regolare
| Incontro                       | Andata | Ritorno |
| ------------------------------ | ------ | ------- |
| Silea — Gran Parma             | 14-18  | 0-24    |
| Gran Parma — L’Aquila          | 32-26  | 15-14   |
| Rovigo — Gran Parma            | 23-29  | 19-27   |
| Rugby Roma — Gran Parma        | 20-6   | 8-106   |
| Gran Parma — Benetton          | 10-52  | 11-25   |
| Amat. & Calvisano — Gran Parma | 24-15  | 35-27   |
| Gran Parma — Viadana           | 22-19  | 8-26    |
| Parma — Gran Parma             | 13-8   | 26-19   |
| Gran Parma — Petrarca          | 41-15  | 7-28    |

#### Risultati della stagione regolare
| Posizione | G  | V | N | P | PF  | PS  | DP  | B | Pt |
| --------- | -- | - | - | - | --- | --- | --- | - | -- |
| 6ª        | 18 | 9 | 0 | 9 | 435 | 367 | +68 | 7 | 43 |

## Coppa Italia 2002-03

### Prima fase
| Incontro              | Risultato |
| --------------------- | --------- |
| Gran Parma — Rovigo   | 7-30      |
| Gran Parma — Silea    | 30-15     |
| Benetton — Gran Parma | 34-29     |

#### Risultati della prima fase
| Posizione | G | V | N | P | PF | PS | DP  | B | Pt |
| --------- | - | - | - | - | -- | -- | --- | - | -- |
| 3ª        | 3 | 1 | 0 | 2 | 66 | 79 | -13 | 2 | 6  |

## European Challenge Cup 2002-03

### Sedicesimi di finale
| Incontro          | Andata | Ritorno |
| ----------------- | ------ | ------- |
| Gran Parma — Bath | 3-40   | 19-57   |

## European Shield 2002-03

### Ottavi di finale
| Incontro         | Andata | Ritorno |
| ---------------- | ------ | ------- |
| Gran Parma — Pau | 21-16  | 20-30   |

## Verdetti
- Gran Parma qualificato alla European Challenge Cup 2003-04.